# Olof Åhlström

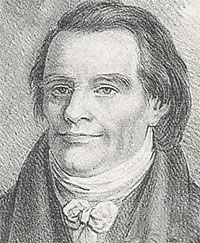
Olof Åhlström

Olof Åhlström (* 14. August 1756 in Vårdinge (jetzt Gemeinde Södertälje); † 11. August 1835 in Stockholm) war ein schwedischer Komponist und Musikverleger.

## Leben
Olof Åhlström kam aus einer bäuerlichen Umgebung 1772 an die Königliche Akademie der Musik, wo er Schüler von Ferdinand Zellbell war. Von 1776 bis 1792 war er Organist der Marienkirche und von 1792 bis 1835 war Åhlström Organist an der St.-Jakobs-Kirche in Stockholm, gleichzeitig wurde er 1805 als Kriegsrat ins Marineministerium verpflichtet. Als einziger Musikverleger in Schweden, erhielt er 1788 für 20 Jahre das königliche Privileg Musik zu drucken, welches 1808 verlängert wurde. So war Åhlström bis 1818 in diesem Bereich ohne Konkurrenz. Er brachte neben anderen, Werke von Joseph Martin Kraus, Joseph Haydn und Johann Gottlieb Naumann heraus.
Åhlström komponierte eine Oper, Schauspielmusiken, Klaviersonaten mit Violine und Vokalmusik. In seiner Druckerei kamen die Sammlungen Musikaliskt Tidsfördrif (1789–1834) und „Skaldestycken satte i musik“ (1794–1823) heraus, die mehrs als 200 Lieder enthielten. Mit Arvid August Afzelius gab er eine schwedische Volkstanzsammlung heraus. Zudem trat er als Bearbeiter von Liedern seines Landsmannes Carl Michael Bellman hervor.

## Werke (Auswahl)

### Bühnenwerke
- Frigga, Oper 1 Akt. Libretto:Carl Gustaf af Leopold, nach König Gustav III. von Schweden. Uraufführung: 31. Mai 1787 Stockholm, Königl.Theater. Neufassung (2 Akte): 18. April 1803 Stockholm OCLC 935875837 (Digitalisat des Librettos bei der Library of Congress)
- Den bedragne Bachan (Der betrogene Bacchus), Komödie 1 Akt. Libretto: König Gustav III. Uraufführung: 21. April 1789 Stockholm, Königl.Theater
- Eremiten = Fadershjärtat (Der Eremit oder Das Vaterherz), Pasticcio 3 Akte. Mit zusätzl.Musik von: Jean Baptiste Édouard Du Puy, Pehr Frigel, C.E.Gleisman, Christian Friedrich Müller, Carl Stenborg, Georg Joseph Vogler + Johan Wikmansson. Libretto: G.Evren, nach August von Kotzebue Der Eremit auf Formentera. Uraufführung: 3. Januar 1798 Stockholm, Munkbrod-Th.
- Tanddoctorn (Der Zahnarzt), Komödie 1 Akt. Libretto: Carl Gustav Nordforss. Uraufführung: 16. Mai 1800 Stockholm

### Instrumentalmusik
- 3 Sonaten für Klavier und Violine op. 1, Stockholm, 1783 RISM ID: 990000507 I C-Dur II F-Dur III A-Dur
- 4 Sonaten für Klavier und Violine op. 2, Stockholm, 1784 RISM ID: 990000508 I B-Dur II C-Dur III d-Moll IV Es-Dur
- 3 Sonaten für Klavier und Violine op. 3, Stockholm, 1786 RISM ID: 990000509 I D-Dur II F-Dur III Es-Dur
- 3 Sonatinen für Klavier und Violine op. 4, Stockholm, 1786 RISM ID: 990000510 I B-Dur II G-Dur III a-moll
- Små clavers stÿcken [Kleine Klavierstücke], Stockholm RISM ID: 990000511
- Ouvertüre zu Frigga, für Klavier eingerichtet, Stockholm, 1787 RISM ID: 990000515
- Polonaie mit 7 Variationen 1793

### Vokalwerke
- Min Ven [Mein Freund]. Hvad nytter det. Uhrforagteren. En drikkesang [Ein Trinklied], Lieder, gedruckt bei Søren Sønnichsen in Kopenhagen RISM ID: 990000506
- Helena. Incipit: Långt från dessa berg, für Singstimme und Klavier, Stockholm RISM ID: 990000505

### Unterrichtswerke
- Negra underrättelser jemte öfnings exempel och lätta stycken för begynnare uti klaver spelning. [Einige Informationen sowie Übungsbeispiele und leichte Stücke für Anfänger im Klavierspiel], Stockholm RISM ID: 990000512